# Manjushree Thapa
Manjushree Thapa (Katmandu, 1968) è una scrittrice nepalese.

## Biografia
Nata in una famiglia abbiente, ha studiato negli Stati Uniti e in Canada. La sua prima opera è Mustang Bhot in Fragment (edito da Himal Books nel 1992), un diario di viaggio tra il Nepal e il Tibet. Il suo libro più famoso è Forget Kathmandu, del 2005, in cui racconta la storia del Nepal e della sua famiglia reale, fino alla guerra civile che ha insanguinato il paese per dieci anni.
Di simpatie democratiche e progressiste, Thapa prende le distanze nel libro tanto dalle tentazioni dittatoriali di re Gyanendra Bir Bikram Shah Dev quanto dai rischi connessi all'ascesa dei guerriglieri di Prachanda.
Dopo il colpo di Stato del febbraio 2005, Thapa è scappata dal Nepal per farvi ritorno solo dopo il ripristino delle libertà democratiche seguito alla rivolta dell'aprile 2006.
Oggi vive a Kathmandu.
Forget Kathmandu è l'unica opera di un autore nepalese contemporaneo a essere stata tradotta anche in italiano (dall'editore Neri Pozza).
| Controllo di autorità | VIAF (EN) 56936093 · ISNI (EN) 0000 0000 8136 376X · Europeana agent/base/103647 · LCCN (EN) n88161956 · GND (DE) 13142887X · BNF (FR) cb156144574 (data) · J9U (EN, HE) 987007355884105171 · NDL (EN, JA) 01040520 |